# Tara-Louise Wittwer

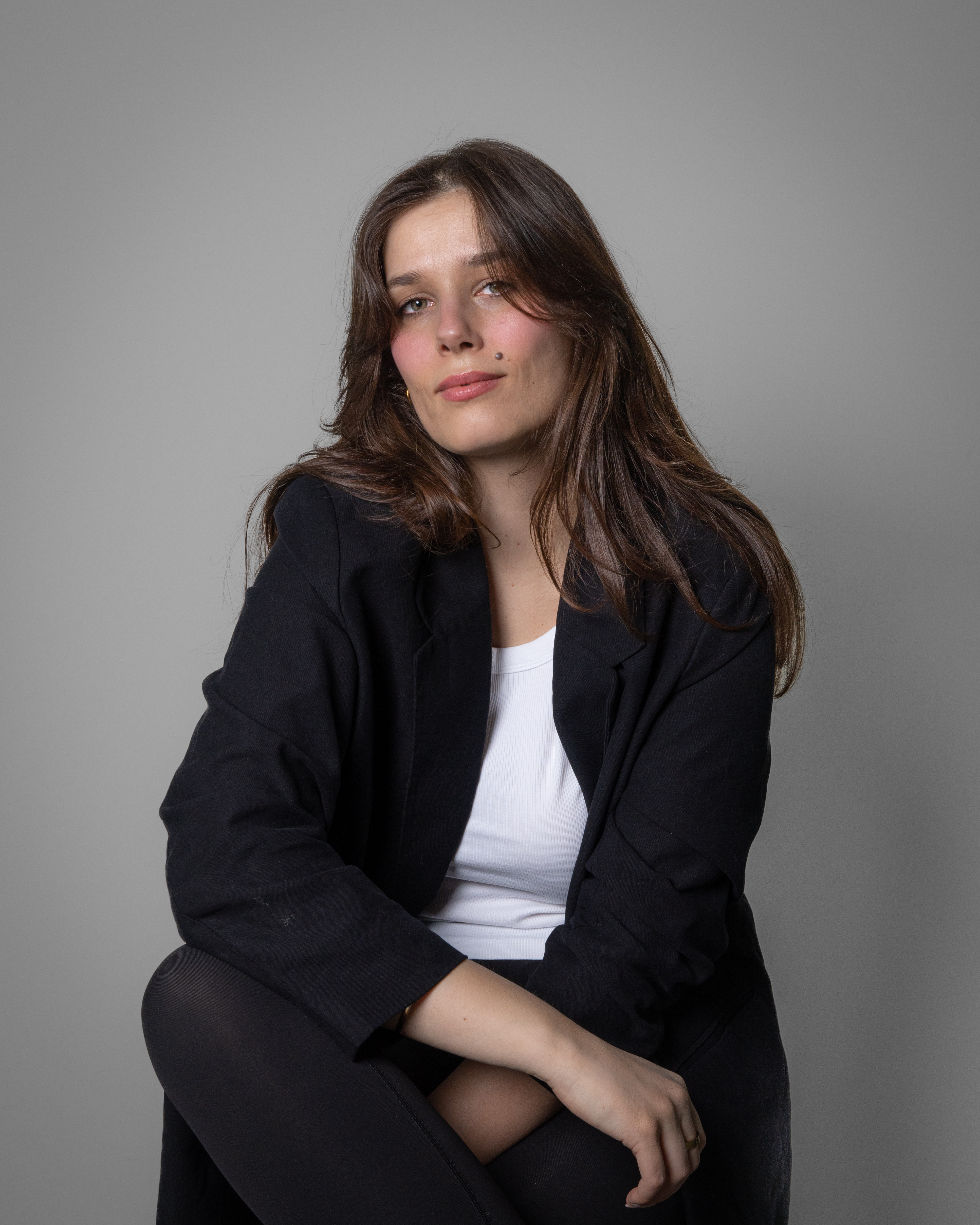
Tara-Louise Wittwer (2023)

Tara-Louise Wittwer (* 9. September 1990 in Elmshorn; bürgerlich Tara-Louise Manière) ist eine deutsche Autorin, Kolumnistin und Webvideoproduzentin. Auf Instagram und Tiktok äußert sie sich unter dem Accountnamen wastarasagt zu feministischen Themen und Misogynie im Internet.

## Leben
Wittwer wuchs in Brüggen am Niederrhein auf, zog im Jugendalter ins Hochsauerland und schloss dort 2011 ihr Abitur am Gymnasium Petrinum Brilon ab. An der Fernuniversität Hagen absolvierte sie zwischen 2012 und 2018 ein Bachelorstudium der Kulturwissenschaften mit Schwerpunkt im Bereich Literatur. 2012 zog sie nach Berlin und war dort als Kolumnistin, Content-Managerin und Bloggerin tätig. Seit 2019 betreibt Wittwer den Instagram-Account wastarasagt sowie einen gleichnamigen Kanal auf TikTok. Überregionale Bekanntheit erlangte sie durch die Publikation mehrerer Sachbücher. Ihr 2022 erschienenes Buch Dramaqueen: Frauen zwischen Beurteilung und Verurteilung erreichte kurz nach dem Erscheinen den dritten Platz auf der Spiegel-Bestsellerliste.
Bei der Verleihung der Goldenen Blogger wurde Wittwer 2023 für ihre TikTok- und Instagram-Formate zunächst allein als beste Bloggerin Deutschlands ausgezeichnet. Das Organisationsteam kam allerdings ihrem Wunsch nach, den Preis als „Symbol für Diversität“ mit der Dragqueen Aria Addams zu teilen, die in der Kategorie Entertainment leer ausgegangen war.
Mit ihrem im Mai 2024 erschienenem Buch Sorry, aber ... – Eine Verzichtserklärung an das ständige Entschuldigen erreichte Wittwer den ersten Platz der Spiegel-Bestsellerliste. Zeitgleich startete sie eine Kolumne mit dem Titel „Was Tara meint“, die wöchentlich im Nachrichtenmagazin Der Spiegel erscheint.
Wittwer lebt in Berlin.

## Wirken
In ihren Publikationen sowie über ihre Auftritte in den sozialen Medien behandelt Wittwer Themen wie Feminismus, toxische Männlichkeit, den Einfluss von Medien auf die eigene Identität sowie internalisierte Misogynie. Eines ihrer bekanntesten Formate ist „TikToxic“ auf TikTok, in dem sie auf Videos reagiert, die diskriminierende oder frauenfeindliche Aussagen beinhalten, um so auf schädliche Verhaltensmuster im Internet aufmerksam zu machen.
2022 war sie Teil einer Social-Media-Kampagne zur Aufklärung über sexualisierte Gewalt an Kindern der Unabhängigen Beauftragten für Fragen des sexuellen Kindesmissbrauchs.

## Veröffentlichungen
- Himbeerbrause und Melancholie: Über das Leben und was währenddessen passiert. Lago Verlag, München 2020, ISBN 978-3-95761-189-5.
- Du bist Gift für mich: Wie du lernst, aus toxischen Beziehungsmustern auszubrechen und dich wieder selbst zu lieben. mvg, München 2020, ISBN 978-3-7474-0216-0.
- Dramaqueen: Frauen zwischen Beurteilung und Verurteilung. Eden Books, Hamburg 2022, ISBN 978-3-95910-380-0.
- Sorry, aber … – Eine Verzichtserklärung an das ständige Entschuldigen. Knaur, München 2024, ISBN 978-3-426-44681-2.